# Perdita hirtella
Perdita hirtella är en biart som beskrevs av Timberlake 1968. Perdita hirtella ingår i släktet Perdita och familjen grävbin. Inga underarter finns listade i Catalogue of Life.